# Fußball-Weltmeisterschaft der Frauen 2015/Vereinigte Staaten
Dieser Artikel behandelt die US-amerikanische Nationalmannschaft der Frauen bei der Fußball-Weltmeisterschaft der Frauen 2015 in Kanada. Die US-Mannschaft nahm zum siebten Mal an der WM-Endrunde teil und wurde zum dritten Mal Weltmeister. Die Mannschaft hatte sich ohne Gegentor als Sieger des CONCACAF Women’s Gold Cup 2014 qualifiziert.

## Qualifikation
Die USA mussten sich für den CONCACAF Women’s Gold Cup 2014 nicht qualifizieren, sondern waren wie Mexiko gesetzt.

### Gruppenphase
| Rang | Land                | Tore | Punkte |
| ---- | ------------------- | ---- | ------ |
| 1    | USA                 | 12:0 | 9      |
| 2    | Trinidad und Tobago | 3:2  | 6      |
| 3    | Haiti               | 1:7  | 3      |
| 4    | Guatemala           | 1:8  | 0      |

| 15. Oktober 2014 in Kansas City      |   |                     |           |
| USA                                  | – | Trinidad und Tobago | 1:0 (0:0) |
| 17. Oktober 2014 in Bridgeview       |   |                     |           |
| USA                                  | – | Guatemala           | 5:0 (1:0) |
| 20. Oktober 2014 in Washington, D.C. |   |                     |           |
| Haiti                                | – | USA                 | 0:6 (0:2) |

#### Halbfinale
| 24. Oktober 2014 in Chester |   |        |           |
| USA                         | – | Mexiko | 3:0 (2:0) |

Bereits mit dem Sieg im Halbfinale war die Mannschaft für die WM qualifiziert.

#### Finale
| 26. Oktober 2014 in Chester |   |     |           |
| Costa Rica                  | – | USA | 0:6 (0:4) |

Insgesamt setzte Trainerin Jill Ellis in den fünf Spielen 19 Spielerinnen ein, von denen aber nur Lauren Holiday, Meghan Klingenberg, Sydney Leroux (mit 3 Einwechslungen), Carli Lloyd und Megan Rapinoe in allen fünf Spielen zum Einsatz kamen. Beste Torschützinnen war Weltrekordhalterin Abby Wambach mit sieben und Carli Lloyd mit fünf Toren. Im Halbfinale gegen Mexiko machte Christie Rampone als zweite Spielerin weltweit nach Kristine Lilly ihr 300. Länderspiel.

## Vorbereitung

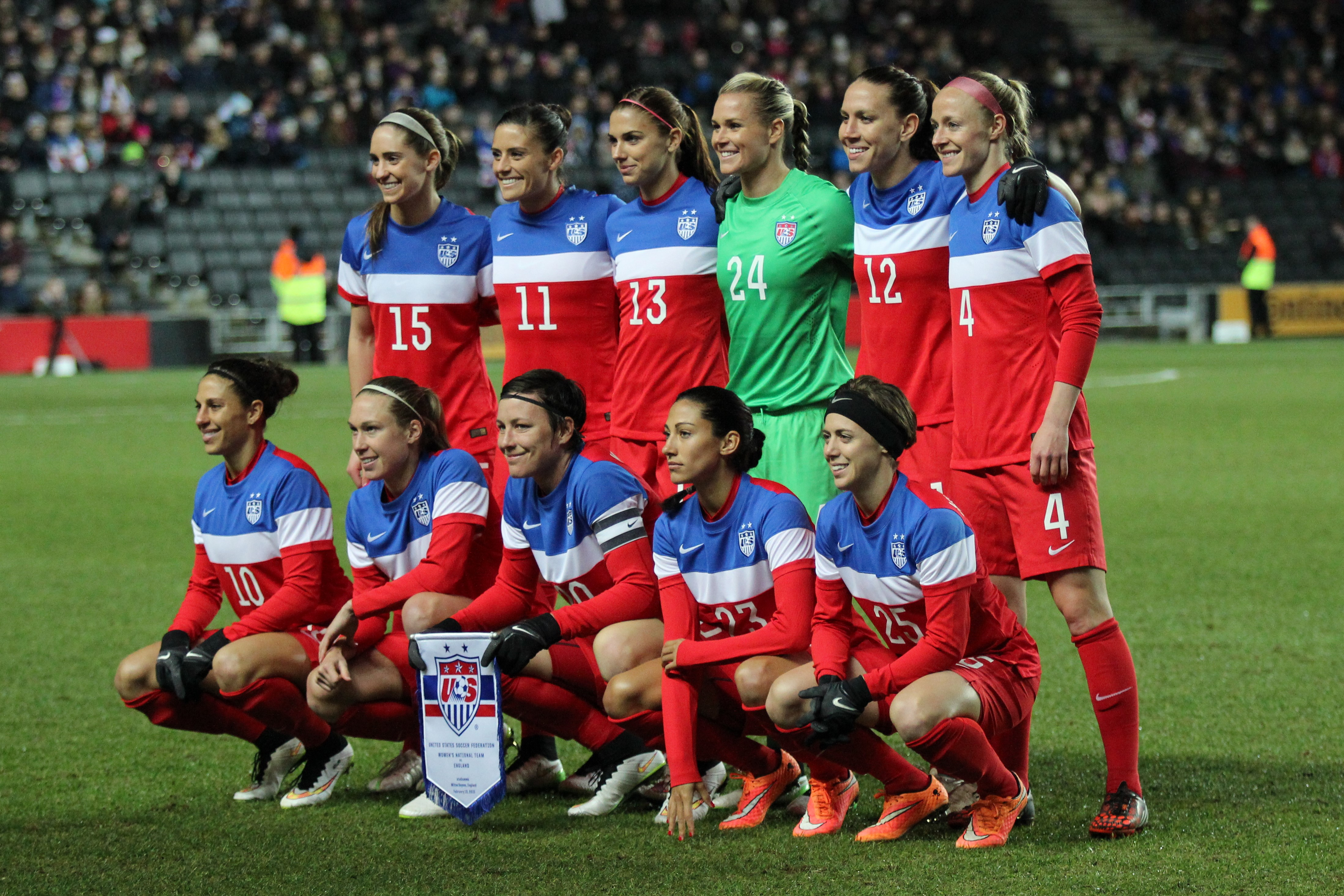
Die Mannschaft vor dem Spiel gegen England am 13. Februar 2015

Im Dezember nahm die Mannschaft erstmals an einem Turnier in Brasília teil und traf dort auf die WM-Teilnehmer Brasilien (2:3 im Gruppenspiel und 0:0 im Finale) und China (1:1) sowie Argentinien (7:0). Im Januar 2015 findet ein Trainingscamp im U.S. Soccer’s National Training Center in Carson statt. Während des Trainingscamps wurde Torhüterin Hope Solo für 30 Tage wegen eines Vorfalls im Training suspendiert, so dass sie auch nicht an den folgenden Testspielen teilnehmen kann. Am 8. Februar wurde das Testspiel gegen WM-Teilnehmer Frankreich in Lorient mit 0:2 verloren und damit erstmals ein vom US-Verband gezähltes Spiel gegen die Französinnen. Am 13. Februar wurde ein Testspiel gegen WM-Teilnehmer England in Milton Keynes mit 1:0 gewonnen, wobei Alex Morgan ihr 50. Länderspieltor erzielte. Im März 2015 nahm die Mannschaft wieder am traditionellen Algarve-Cup in Portugal teil und traf dabei auf Island (0:0 am 9. März) sowie die WM-Teilnehmer Norwegen (2:1 am 4. März) und die Schweiz (3:0 am 6. März), die erstmals teilnahm. Als zweitbester Gruppensieger erreichten die USA zum 14. Mal das Finale und gewannen am 11. März mit 2:0 gegen Frankreich, das als einzige Mannschaft alle drei Gruppenspiele gewonnen hatte, zum 10. Mal den Titel.
Weitere Testspiele:
- 04. April 2015 gegen Neuseeland in St. Louis 4:0
- 10. Mai 2015 gegen Irland in San José 3:0
- 18. Mai 2015 gegen WM-Teilnehmer Mexiko in Carson 5:1
- 30. Mai 2015 gegen WM-Teilnehmer Südkorea in Harrison 0:0

## Mannschaft
Der Kader von 23 Spielerinnen (davon drei Torhüterinnen) musste dem FIFA-Generalsekretariat zwar spätestens zehn Werktage vor dem Eröffnungsspiel mitgeteilt werden, wurde aber bereits am 14. April und damit als erster bekannt gegeben. Mit einem Alter von 40 Jahren und 11 Tagen beim Finale war Christie Rampone die älteste Teilnehmerin. Sie konnte bereits zuvor den bisherigen Altersrekord der Brasilianerin Meg überbieten, die 1995 im Alter von 39 Jahren und 5 Monaten zum Einsatz kam. Sie ist auch die erste Spielerin mit mehr als 300 Länderspielen, die an einer WM teilnahm. Die USA stellten auch mit einem Durchschnittsalter von 29,4 Jahren den ältesten Kader und die Spielerinnen hatten im Schnitt 103,5 Länderspiele vor der WM bestritten.
| Nr.         | Spielerin          | Geburts- datum | Verein                          | Länder- spiele | Länder- spieltore | WM-Spiele                      | Letzter Einsatz | WM 2015 | WM 2015 | WM 2015      | WM 2015          | WM 2015     | WM 2015 |
| Nr.         | Spielerin          | Geburts- datum | Verein                          | Länder- spiele | Länder- spieltore | WM-Spiele                      | Letzter Einsatz | Sp.     | Tore    | Gelbe Karten | Gelb-Rote Karten | Rote Karten |         |
| Tor         | Tor                | Tor            | Tor                             | Tor            | Tor               | Tor                            | Tor             | Tor     | Tor     | Tor          | Tor              | Tor         |         |
| ----------- | ------------------ | -------------- | ------------------------------- | -------------- | ----------------- | ------------------------------ | --------------- | ------- | ------- | ------------ | ---------------- | ----------- | ------- |
| 18          | Ashlyn Harris      | 19.10.1985     | Washington Spirit               | 06             | 0                 | 0                              | 13.02.2015      | 0       | 0       | 0            | 0                | 0           |         |
| 21          | Alyssa Naeher      | 20.04.1988     | Boston Breakers                 | 001            | 0                 | 0                              | 18.12.2014      | 0       | 0       | 0            | 0                | 0           |         |
| 1           | Hope Solo          | 30.07.1981     | Seattle Reign FC                | 177            | 0                 | 10 (2007 und 2011)             | 05.07.2015      | 7       | 0       | 0            | 0                | 0           |         |
| Abwehr      |                    |                |                                 |                |                   |                                |                 |         |         |              |                  |             |         |
| 16          | Lori Chalupny      | 29.01.1984     | Chicago Red Stars               | 103            | 010               | 06 (2007)                      | 30.05.2015      | 1       | 0       | 0            | 0                | 0           |         |
| 6           | Whitney Engen      | 28.11.1987     | Western New York Flash          | 026            | 03                | 0                              | 18.05.2015      | 0       | 0       | 0            | 0                | 0           |         |
| 19          | Julie Johnston     | 06.04.1992     | Chicago Red Stars               | 019            | 03                | 0                              | 05.07.2015      | 7       | 0       | 1            | 0                | 0           |         |
| 22          | Meghan Klingenberg | 02.08.1988     | Houston Dash                    | 041            | 02                | 0                              | 05.07.2015      | 7       | 0       | 0            | 0                | 0           |         |
| 11          | Alexandra Krieger  | 28.07.1984     | Washington Spirit               | 073            | 01                | 06 (2011)                      | 05.07.2015      | 7       | 0       | 0            | 0                | 0           |         |
| 5           | Kelley O’Hara      | 04.08.1988     | Sky Blue FC                     | 063            | 01                | 01 (2011)                      | 05.07.2015      | 3       | 1       | 0            | 0                | 0           |         |
| 3           | Christie Rampone   | 24.06.1975     | Sky Blue FC                     | 308            | 04                | 17 (1999, 2003, 2007 und 2011) | 05.07.2015      | 2       | 0       | 0            | 0                | 0           |         |
| 4           | Becky Sauerbrunn   | 06.06.1985     | FC Kansas City                  | 088            | 0                 | 01 (2011)                      | 05.07.2015      | 7       | 0       | 1            | 0                | 0           |         |
| Mittelfeld  |                    |                |                                 |                |                   |                                |                 |         |         |              |                  |             |         |
| 7           | Shannon Boxx       | 29.06.1977     | Chicago Red Stars               | 191            | 027               | 15 (2003, 2007 und 2011)       | 16.06.2015      | 1       | 0       | 0            | 0                | 0           |         |
| 14          | Morgan Brian       | 26.02.1993     | Houston Dash                    | 035            | 04                | 0                              | 05.07.2015      | 6       | 0       | 0            | 0                | 0           |         |
| 17          | Tobin Heath        | 29.05.1988     | Portland Thorns FC              | 098            | 012               | 04 (2011)                      | 05.07.2015      | 6       | 1       | 0            | 0                | 0           |         |
| 12          | Lauren Holiday     | 30.09.1987     | FC Kansas City                  | 130            | 024               | 06 (2011)                      | 05.07.2015      | 6       | 1       | 2            | 0                | 0           |         |
| 10          | Carli Lloyd        | 16.07.1982     | Houston Dash                    | 202            | 069               | 11 (2007 und 2011)             | 05.07.2015      | 7       | 6       | 0            | 0                | 0           |         |
| 9           | Heather O’Reilly   | 02.01.1985     | FC Kansas City                  | 220            | 041               | 11 (2007 und 2011)             | 26.06.2015      | 1       | 0       | 0            | 0                | 0           |         |
| 15          | Megan Rapinoe      | 05.07.1985     | Seattle Reign FC                | 108            | 031               | 06 (2011)                      | 05.07.2015      | 6       | 2       | 2            | 0                | 0           |         |
| Angriff     |                    |                |                                 |                |                   |                                |                 |         |         |              |                  |             |         |
| 2           | Sydney Leroux      | 07.05.1990     | Western New York Flash          | 075            | 035               | 0                              | 30.06.2015      | 4       | 0       | 0            | 0                | 0           |         |
| 13          | Alex Morgan        | 02.07.1989     | Portland Thorns FC              | 091            | 052               | 05 (2011)                      | 05.07.2015      | 7       | 1       | 0            | 0                | 0           |         |
| 23          | Christen Press     | 29.12.1988     | Chicago Red Stars               | 049            | 021               | 0                              | 26.06.2015      | 4       | 1       | 0            | 0                | 0           |         |
| 8           | Amy Rodriguez      | 17.02.1987     | FC Kansas City                  | 125            | 029               | 05 (2011)                      | 26.06.2015      | 2       | 0       | 0            | 0                | 0           |         |
| 20          | Abby Wambach       | 02.06.1980     | Seattle Reign FC                | 249            | 183               | 18 (2003, 2007 und 2011)       | 05.07.2015      | 7       | 0       | 0            | 0                | 0           |         |
| Trainerstab |                    |                |                                 |                |                   |                                |                 |         |         |              |                  |             |         |
| Head Coach  | Jill Ellis         | 09.09.1966     | United States Soccer Federation | 0              | 0                 | 0                              |                 | 7       |         | 0            | 0                | 0           |         |

1. ↑  Nummern, Einsätze und Tore gemäß Kaderliste der FIFA (veröffentlicht am 28. Mai 2015)
2. ↑  Stand: 28. April 2015
3. 1 2  Stand: 5. Juli 2015 nach dem letzten Spiel gegen Japan
4. ↑  Stand vor der WM
5. ↑  Da Rampone in keinem Spiel in der Startelf stand, wurde die Mannschaft entweder von Abby Wambach (3×) oder Carli Lloyd (4×) auf das Feld geführt.

## Spiele bei der Weltmeisterschaft
Bei der Auslosung der Gruppen waren die USA gesetzt und wurden als Gruppenkopf der Gruppe D bestimmt.
Zugelost wurden Australien, Schweden und Afrikameister Nigeria. Gegen Australien gab es zuvor 24 Spiele, von denen 22 gewonnen wurden und zwei remis endeten. Gegen Schweden gab es bis zur WM 35 Spiele, von denen 20 gewonnen wurden, 9 remis endeten (mit einer Niederlage im Elfmeterschießen) und sechs verloren wurden. Gegen Nigeria gab es zuvor vier Spiele, die alle gewonnen wurden. Schweden war zum fünften Mal Gegner in der WM-Vorrunde, keine Paarung gab es öfter, und auch gegen Nigeria gab es schon drei WM-Vorrundenspiele.
Die Gruppe galt als stärkste der WM; es ist die einzige mit vier Mannschaften, die bei ihren letzten kontinentalen Titelkämpfen mindestens das Halbfinale erreichten. In der FIFA-Weltrangliste vor der WM liegen die USA auf Platz 2, Schweden auf Platz 5, Australien auf Platz 10 und Nigeria auf Platz 33; Gruppenschnitt = 12,5.
Die beiden Vorrundenspielorte liegen nahe der Grenze zwischen USA und Kanada, so dass viele US-Bürger zu den Spielen anreisten und die drei Vorrundenspiele der USA neben den Spielen des Gastgebers die bestbesuchten Spiele waren.
Die USA begannen im ersten Gruppenspiel gegen forsch aufspielende Australierinnen mit Glück, denn in der 12. Minute wurde ein Schuss von Megan Rapinoe so unglücklich für die australische Torhüterin abgefälscht, dass sie keine Chance hatte das Tor zu verhindern. Dieses Tor brachte aber nicht die erhoffte Sicherheit. Australien konnte 15 Minuten später ausgleichen und setzte die US-Girls danach weiter unter Druck, die sich bei Hope Solo bedanken konnten, dass sie nicht in Rückstand gerieten. In der zweiten Halbzeit wurden die Australierinnen schwächer und die US-Girls nutzten ihre ganze Routine um das Spiel zu gewinnen. Im zweiten Spiel gegen die von ihrer Ex-Trainerin Pia Sundhage trainierten Schwedinnen, machte sich bemerkbar, dass die beiden Mannschaften sich gut kannten und so neutralisierten sie sich weitgehend. Am Ende sprang ein torloses Remis heraus. Gegen Nigeria sicherte dann Abby Wambach, die beste Torschützin der Welt mit ihrem 183. Länderspieltor den 1:0-Sieg. Bemerkenswert war dann noch die Einwechslung von Christie Rampone, der ersten Spielerin die mit über 300 Länderspielen bei einer WM zum Einsatz kam und die 8 Tage vor ihrem 40. Geburtstag einen neuen Altersrekord aufstellte.
Im Achtelfinale trafen die USA als Gruppensieger am 22. Juni 2015 in Edmonton auf Kolumbien. Gegen die Kolumbianerinnen gab es zuvor erst zwei Spiele – in der Vorrunde der letzten WM und in der Vorrunde der letzten Olympischen Spiele – und beide wurden mit 3:0 gewonnen. Die US-Girls begannen forsch und setzten das Tor der Südamerikanerinnen früh unter Druck, blieben aber zunächst erfolglos und dann verflachte das Spiel. In der zweiten Halbzeit erhielten sie dann aber nach einer Notbremse der kolumbianischen Ersatztorhüterin – die Stammtorhüterin war wegen der zweiten Gelben Karte gesperrt – einen Strafstoß und die Torhüterin die Rote Karte. Gegen die eingewechselte dritte Torhüterin verschoss Abby Wambach dann aber. Besser machten es kurz darauf Alex Morgan, die nach langer Verletzungspause wieder zu ihrer Form fand, und Carli Lloyd beim zweiten Elfmeter. Mit einer robusten Abwehrleistung wurde das 2:0 dann verteidigt, wobei in Kauf genommen wurde, dass Megan Rapinoe und Lauren Holiday nach zweiten Gelben Karten für das Viertelfinale gesperrt sind.

Startaufstellungen im Finale

Dort hieß der Gegner in Ottawa China. China und die USA trafen zuvor 53-mal aufeinander und damit am häufigsten als Mannschaften von zwei Kontinenten. Mit 32 Siegen, 13 Remis – davon eins im WM-Finale 1999 im Elfmeterschießen gewonnen – und acht Niederlagen sprach die Bilanz für die USA. Die USA gewannen knapp mit 1:0, war damit wie bei allen vorherigen WM-Turnieren unter den vier besten Teams der Welt und traf im Halbfinale in Montreal zum dritten Mal auf Deutschland. Keine Halbfinalpaarung gab es öfter. Beide gewannen zuvor je einmal, zudem die USA noch 1999 das Viertelfinale gegen Deutschland. Als einzige Mannschaft haben die USA eine positive Bilanz gegen Deutschland: in zuvor 31 Spielen gab es 20 Siege, sieben Remis und vier Niederlagen. Auch im 32. Aufeinandertreffen setzten sich die USA durch. In einem kampfbetonten Spiel waren die USA insbesondere in der ersten Halbzeit die spielbestimmende Mannschaft, vergaben aber eine Vielzahl von Chancen oder scheiterten an Nadine Angerer. In der zweiten Halbzeit wurde das Spiel ausgeglichener und in der Drangphase der Deutschen hatten die USA zweimal Glück: Zunächst setzte die ansonsten sichere Schützin Célia Šašić einen Elfmeter neben das Tor und dann gab die Schiedsrichterin Teodora Albon bei einem Foul an der Strafraumgrenze Elfmeter für die USA, den Carli Lloyd sicher verwandelte. Als die Deutschen dann auf den Ausgleich drängten, gelang Kelley O’Hara mit ihrem ersten Länderspieltor der 2:0-Endstand. Damit stehen die USA als erste Mannschaft zum vierten Mal im Finale und trifft dort auf Titelverteidiger Japan, wodurch es zur Finalrevanche von 2011 kommt. Nach dem Finale 2011 hatte es vier Spiele zwischen beiden gegeben, mit zwei Siegen für die USA, darunter der 2:1-Sieg im Finale der Olympischen Spiele 2012, einem Remis und einem Sieg für Japan. Beide hatten auf dem Weg ins Finale neun Tore geschossen – nur Schweden erreichte 2003 ebenfalls mit nur neun Toren das Finale.
Das Finale war bereits nach einer Viertelstunde quasi entschieden, denn die USA erzielten die schnellsten vier Tore eines WM-Finales. Den Japanerinnen gelang zwar noch vor der Pause das 1:4 und nach der Pause durch ein Eigentor der US-Girls das 2:4, zwei Minuten später fiel aber der 5:2-Endstand. Gegen Ende wechselte Jill Ellis dann auch noch Abby Wambach und Christie Rampone ein, die damit als erste Spielerin mit über 40 Jahren zum Einsatz kam. Die USA wurden durch die gelungene Finalrevanche zum dritten Mal Weltmeister und stellten mit Carli Lloyd, die im Finale drei Tore erzielte, die beste Spielerin und zweitbeste Torschützin sowie mit Hope Solo die beste Torhüterin des Turniers.

### Gruppenspiele
| Pl. | Land       | Sp. | S | U | N | Tore    | Diff. | Punkte |
| --- | ---------- | --- | - | - | - | ------- | ----- | ------ |
| 1.  | USA        | 3   | 2 | 1 | 0 | 004:100 | +3    | 07     |
| 2.  | Australien | 3   | 1 | 1 | 1 | 004:400 | ±0    | 04     |
| 3.  | Schweden   | 3   | 0 | 3 | 0 | 004:400 | ±0    | 03     |
| 4.  | Nigeria    | 3   | 0 | 1 | 2 | 003:600 | −3    | 01     |

| Mo., 8. Juni 2015, in Winnipeg   |   |            |           |
| USA                              | – | Australien | 3:1 (1:1) |
| Fr., 12. Juni 2015, in Winnipeg  |   |            |           |
| USA                              | – | Schweden   | 0:0       |
| Di., 16. Juni 2015, in Vancouver |   |            |           |
| Nigeria                          | – | USA        | 0:1 (0:1) |

### K.-o.-Runde
| Achtelfinale Mo., 22. Juni 2015 in Edmonton |   |             |           |
| USA                                         | – | Kolumbien   | 2:0 (0:0) |
| Viertelfinale Fr., 26. Juni 2015 in Ottawa  |   |             |           |
| China                                       | – | USA         | 0:1 (0:0) |
| Halbfinale, 30. Juni 2015 in Montreal       |   |             |           |
| USA                                         | – | Deutschland | 2:0 (0:0) |
| Finale, So., 5. Juli 2015 in Vancouver      |   |             |           |
| USA                                         | – | Japan       | 5:2 (4:1) |

## Auszeichnungen
- Goldener Ball: Carli Lloyd
- Silberer Schuh: Carli Lloyd
- Goldener Handschuh: Hope Solo
- Julie Johnston, Meghan Klingenberg, Carli Lloyd, Megan Rapinoe und Hope Solo wurden für das All-Star-Team nominiert.